# Loutráki (ort)
Loutráki (Loutraki) är en ort i Grekland.   Den ligger i prefekturen Nomós Péllis och regionen Mellersta Makedonien, i den norra delen av landet, 400 km norr om huvudstaden Aten. Loutráki ligger 237 meter över havet och antalet invånare är 1 146.
Terrängen runt Loutráki är varierad. Runt Loutráki är det ganska glesbefolkat, med 34 invånare per kvadratkilometer. Närmaste större samhälle är Aridaía, 9,2 km öster om Loutráki. Omgivningarna runt Loutráki är en mosaik av jordbruksmark och naturlig växtlighet.